# Hochschule Aalen
Die Hochschule Aalen – Technik, Wirtschaft und Gesundheit ist eine Hochschule für Angewandte Wissenschaften (vormals Fachhochschule). Sie hat ihren Sitz in Aalen im Osten Baden-Württembergs. Gegründet 1962, wurde sie 1971 in eine Fachhochschule umgewandelt und hat über 4000 Studenten. Sie ist Gründungsmitglied im 2022 errichteten Promotionsverband der Hochschulen für angewandte Wissenschaften Baden-Württemberg.

## Geschichte

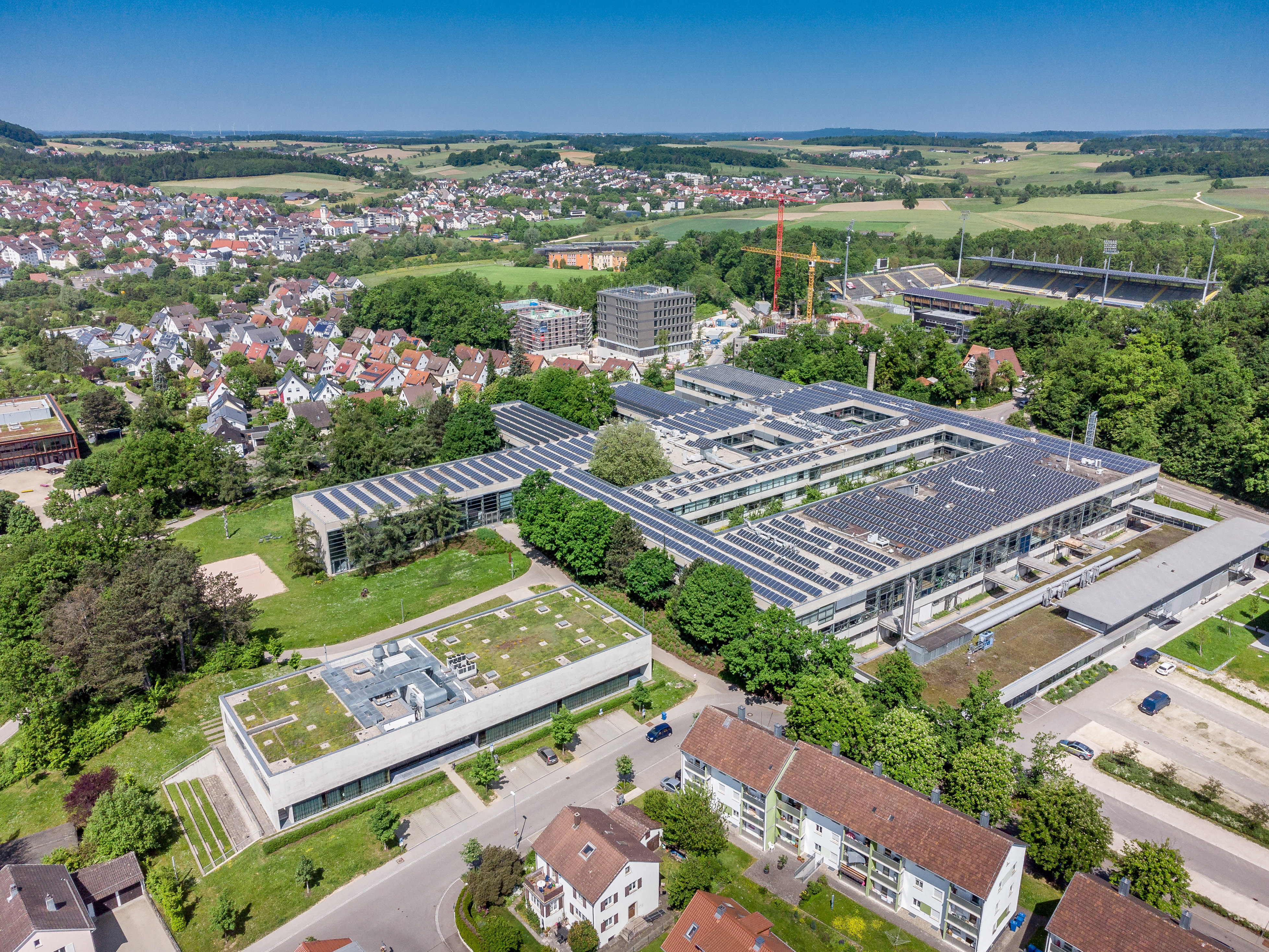
Hauptgebäude der Hochschule

Die heutige Hochschule Aalen wurde am 1. Oktober 1962 als Staatliche Ingenieurschule Aalen gegründet. Im Januar 1963 folgte die Angliederung der Ingenieurabteilung für Metallveredelung und Werkstoffkunde in Schwäbisch Gmünd. Am 1. April 1963 nahm die Ingenieurschule offiziell ihren Lehrbetrieb in behelfsmäßigen Baracken auf. Ende 1968 zog sie an den von Günter Behnisch gebauten Standort „Beethovenstraße“, der seit 2018 unter Denkmalschutz steht. 1971 wurde die Staatliche Ingenieurschule eine Fachhochschule und 1997 in Hochschule Aalen – Technik und Wirtschaft umbenannt. 2006 ziehen die Fakultäten „Elektronik und Informatik“ und „Optik und Mechatronik“ an den neuen Standort „Burren“. 2010 wurde sie dann eine Hochschule für Angewandte Wissenschaften. Die Hochschule nannte sich bis 2025 Hochschule Aalen – Technik und Wirtschaft. 2024 bezogen die Wirtschaftswissenschaften das Fakultätsgebäude auf dem neu eröffneten Waldcampus. Neben dem Fakultätsgebäude wurden außerdem zusätzliche Wohnmöglichkeiten geschaffen, eine neue Mensa befindet sich im Bau. 2025 wurde die Hochschule zu „Hochschule Aalen – Technik, Wirtschaft und Gesundheit“ umbenannt. Mit der Umbenennung wurde auch das dritte Themengebiet „Gesundheit“ nach außen hin sichtbar gemacht. Bereits vor über 40 Jahren gab es mit der Augenoptik den ersten Gesundheitsstudiengang. Mittlerweile studiert knapp ein Viertel aller Studierenden ein Angebot mit Gesundheitsbezug. Mit der Umbenennung der Hochschule wurde auch die Fakultät Wirtschaftswissenschaften zur Fakultät Wirtschaft und Gesundheit.

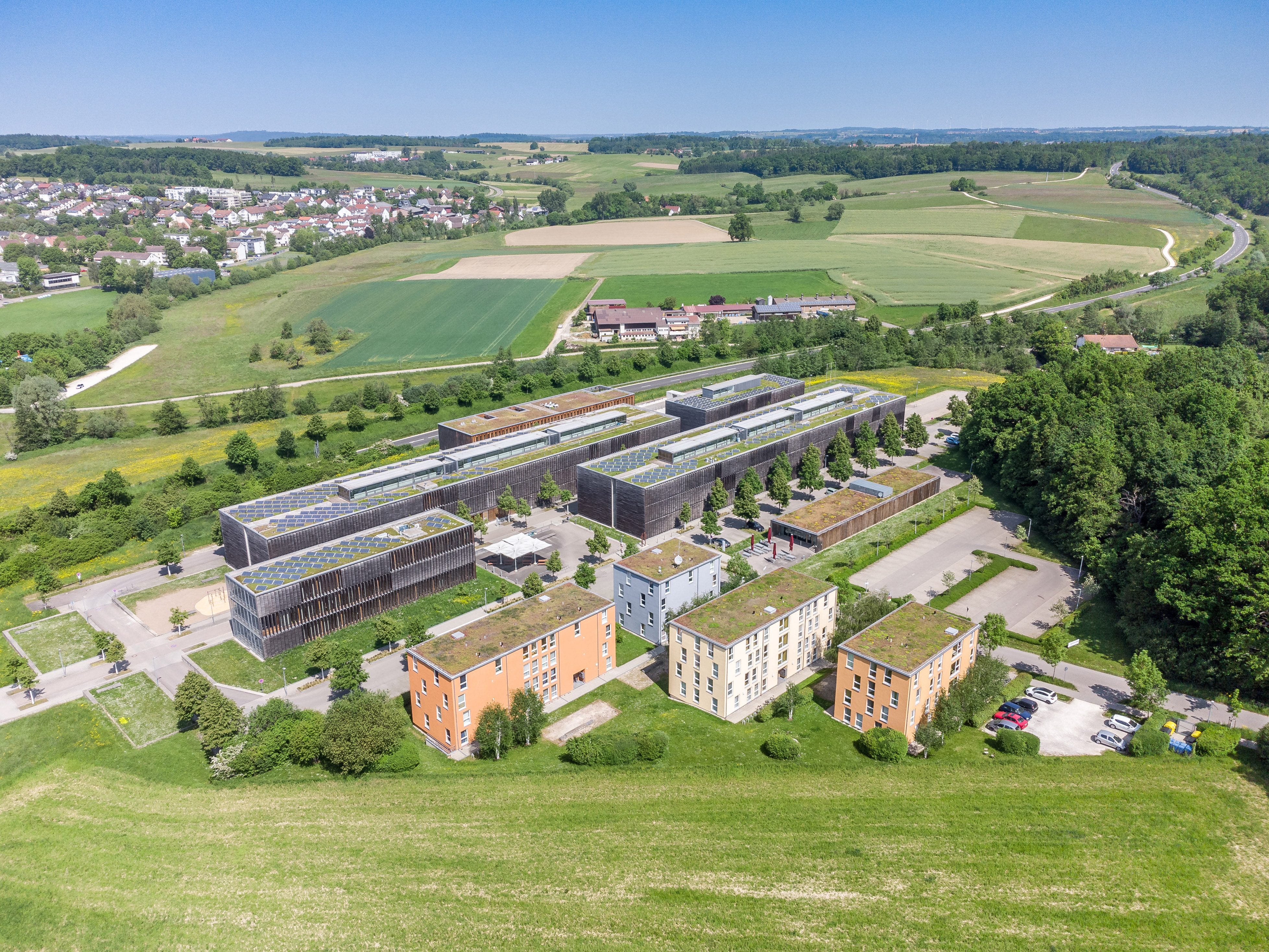
Der Campus Burren

## Persönlichkeiten

### Rektoren
Die Leitung der Hochschule obliegt dem Rektorat, dem neben dem Rektor auch insgesamt vier Prorektoren sowie der Kanzler angehören. Das höchste beschlussfassende Gremium der Hochschule ist der Senat, welcher unter anderem gemeinsam mit dem Hochschulrat den Rektor wählt.
| Name              | Amtszeit  |
| ----------------- | --------- |
| Ernst Raub        | 1962–1970 |
| Gerhard Schmaußer | 1971–1973 |
| Heinz Schilling   | 1973–1977 |
| Friedrich Paul    | 1977–1989 |
| Helmut Roßwag     | 1989–1997 |
| Ekbert Hering     | 1997–2007 |
| Gerhard Schneider | 2008–2021 |
| Harald Riegel     | seit 2022 |

### Ehrensenatoren
- Helmut Baur
- Peter Graßmann
- Anton Huber
- Roderich Kiesewetter
- Klaus Pavel
- Ulrich Pfeifle
- Thilo Rentschler
- Berndt-Ulrich Scholz
- Karl Schübel
- Gustav Wabro
- Gerhard Grimminger
- Michael Kaschke
- Dieter Kurz
- Winfried Mack
- Klaus Moser
- Carl Trinkl
- Dieter Kress
- Johannes Werner
- Walter L. Werner
- Konrad Grimm
- Karl Lamprecht

## Studienangebot
Die Hochschule Aalen verfügt aktuell über insgesamt etwa 60 Studienangebote in den Bereichen Technik, Wirtschaft und Gesundheit. Nach dem Bachelorabschluss können sich die Studenten in etwa 30 Masterstudienangeboten weiterqualifizieren. Die Studiengänge der Hochschule Aalen lassen sich in folgende 5 Themengebiete unterteilen:
- Wirtschaft und Management
- Gesundheit und Naturwissenschaften
- Ingenieurwissenschaften und Zukunftstechnologien
- Informatik und Künstliche Intelligenz
- Design und Kommunikation[8]

## Forschung
Die Hochschule Aalen ist im Bereich Forschung und Transfer in verschiedenen nationalen Vergleichen aufgeführt, darunter im DFG-Förderatlas 2024 und in der Prognos/ZWE-Studie 2024. Sie verfügt aktuell über 5 Forschungsschwerpunkte: 
- Advanced Materials and Manufacturing (AMM, Neue Materialien und Fertigungstechnologien),
- Photonics (Photonik),
- Analytische und organische Chemie,
- Intelligente mechatronische Systeme sowie
- Ökonomische und soziale Innovationen im gesellschaftlichen Wandel.[11]

Die beiden Schwerpunkte AMM und Photonik sind in der Forschungslandkarte der Hochschulrektorenkonferenz vertreten. Zusätzlich werden aktuell Forschungsaktivitäten in den Querschnittsfeldern Nachhaltigkeit/Kreislaufwirtschaft, Digitalisierung mit  Künstlicher Intelligenz sowie Gesundheit ausgebaut. 
Die Hochschule Aalen ist seit 2022 Mitglied im Promotionsverband der Hochschulen für angewandte Forschung in Baden-Württemberg, wodurch mehr als 30 Professoren der Hochschule Promovierende selbstständig zur Promotion führen können. Im Rahmen der Research Academy, mit fachübergreifendem Promotionskolleg und der Schreibwerkstatt (BMBF-Förderung im Bund-Länder Programm FH-Personal), wird der wissenschaftliche Nachwuchs an der Hochschule unterstützt.  
Die Hochschule Aalen ist eine von vier Hochschulen für angewandte Wissenschaften in Deutschland, die im Bund-/Länderforschungsneubauten-Programm gefördert wurden. Im Jahr 2020 wurden das Zentrum für innovative Materialien und Technologien (ZiMATE) sowie das Zentrum für Nachhaltigkeit (ZTN) eröffnet. Beide Zentren verfügen über insgesamt mehr als 30 Laborräume.
Aktuell geförderte Forschungsvorhaben sind unter anderem SmartPro (BMBF, 2016–2026), die KI-Werkstatt Mittelstand (gefördert durch Land, EU und regionale Partner) und das Promotionskolleg KI-Booster (Carl-Zeiss-Stiftung).

## Transfer
Die Hochschule Aalen ist im Bereich Wissenstransfer in verschiedenen Feldern tätig. Das explorhino bietet Angebote zur naturwissenschaftlichen Bildung für unterschiedliche Altersgruppen. Der Gründungscampus richtet sich an Personen mit Gründungsinteresse und stellt die benötigten Ressourcen zur Verfügung. Darüber hinaus gewährleistet die Hochschule über Programme zur beruflichen Weiterbildung und die praktische Anwendbarkeit ihrer Forschungsergebnisse eine kontinuierliche Wissensvermittlung.

## Campus
Im Jahr 1968 wurde das erste Gebäude der Hochschule von dem Architekten Günter Behnisch errichtet. Dieses Gebäude steht seit 2018 unter Denkmalschutz. Ab 2006 wurde der Campus Burren mit Gebäuden für die Fakultäten Elektronik & Informatik sowie Optik & Mechatronik, einer Bibliothek und einer Cafeteria erweitert. In den folgenden Jahren kamen weitere Einrichtungen wie ein Hörsaalgebäude, das Innovationszentrum an der Hochschule Aalen (INNO-Z) und das explorhino Science Center hinzu. 2020 wurde ein Forschungsgebäude für das ZiMATE (Zentrum innovativer Materialien und Technologien für effiziente elektrische Energiewandler-Maschinen) und das ZTN (Zentrum für Nachhaltigkeit) eröffnet. Der Waldcampus ergänzt seit 2024 den Standort um weitere Hochschulflächen, Wohnraum, eine Kindertagesstätte und eine Mensa.